# Юртымъёган
Юртымъёган (устар. Юртым-Юган) — река в Шурышкарском районе Ямало-Ненецкого АО. Устье реки находится на 7-м км левого берега реки Путыръёган. Длина реки составляет 18 км.

## Данные водного реестра
По данным государственного водного реестра России относится к Нижнеобскому бассейновому округу, водохозяйственный участок реки — Обь от впадения реки Северная Сосьва до города Салехард, речной подбассейн реки — бассейны притоков Оби ниже впадения Северной Сосьвы. Речной бассейн реки — (Нижняя) Обь от впадения Иртыша.